# Список республіканських газет УРСР
Список містить назви та деякі інші відомості про радянські всеукраїнські газети (республіканські газети Української РСР), тобто про ті, які видавали загальнореспубліканські організації та територією поширення яких був не окремий регіон (область, місто/село, район), а вся УРСР.
До списку включено не лише газети чистого типу, а й періодичні видання газетного типу: бюлетені газетного типу, періодичні нумеровані додатки до газет (окрім журналів).
До списку не включені журнали та бюлетені журнального типу, навіть якщо вони були додатком до республіканських газет.
Принцип відображення назви для газет, які перейменовувалися: якщо видання припинили до 24 серпня 1991 року (дата проголошення незалежності України), то подана його остання назва; якщо видання продовжувало видання після 24 серпня 1991 року, то назва наводиться та, яка була в нього на момент виходу України зі складу СРСР, а перейменування в період незалежної України, якщо вони й були, то наводяться у примітках.
Примітки: знак «?» — означає, що інформація невідома або не зазначена в джерелах; колишні назви подані у стовпчику «Примітки (додаткова інформація: колишні назви, видавець тощо)».
| Назва                                           | Мова       | Роки видання      | Періодичність                     | Примітки (додаткова інформація: колишні назви, видавець тощо) |
| ----------------------------------------------- | ---------- | ----------------- | --------------------------------- | --- |
| Безбожник                                       | укр.       | 1937—1941         | ?                                 | |
| Вестник Украинской Народной Республики          | рос., укр  | 1917—1918         | кілька разів на тиждень           | Була й україномовна версія «Вісник Української Народної Республіки». місце видання: Харків (з 20 грудня 1917), Київ (з 17 лютого 1918), Полтава (з 5 березня 1918), Катеринослав (з 12 березня 1918), Таганрог (з 27 березня 1918).                                                                           |
| Вісті з України                                 | укр.       | 1960—2005         | ?                                 | З 1998 по 2005 мала назву «Український форум» |
| Вісті Рад депутатів трудящих УРСР (Вісті ВУЦВК) | укр., рос. | 1918— 1941        | щоденно (кілька разів на тиждень) | У різний час виходила як республіканська, так і харківська губернська газета. До 25 листопада 1934 року місце видання — Харків. У роки громадянської війни іноді виходила в Києві. Мала додатки (див. наступні пункти списку і цей стовпчик). За час існування змінила майже 15 назв (див. Вісті_ВУЦВК#Назви) |
| Водник                                          | укр., рос  | 1922—2011         | ?                                 | Колишні назви: Днепровский водник [1944—1962] ← Дніпровський більшовик [1934—1941] ← Дніпровський водник [1929—1934] ← Днепровский водник [1922—1923] |
| За більшовицьку пропаганду та агітацію          | укр.       | 1936—1940         | ?                                 | |
| Зірка                                           | укр.       | 1925—2004         | ?                                 | Колишні назви: На зміну [1925—1941] ← Юний ленінець [1925] |
| Друг читача                                     | укр.       | 1960—2011         | щотижня                           | з 2011 року перетворено на вебпортал |
| Именем закона                                   | рос.       | 1974—1993         | ?                                 | Колишня назва:Советский милиционер [1974—1990] |
| Колгоспник України                              | укр.       | 1939—1949         | ?                                 | |
| Колхозное село                                  | рос.       | 1950—1963         | ?                                 | |
| Комсомольское знамя                             | рос.       | 1938—2002         | ?                                 | Колишня назва: Сталинское племя [1938—1961] У 1991 році мала назву «Коза», а з 1992 року «Независимость» |
| Кооперативна фабрика                            | укр.       | 1932—1938         | ?                                 | |
| Крылья Украины                                  | рос.       | 1934—1993         | ?                                 | Колишня назва: Воздушный транспортник [1934—1945] |
| Культура і життя                                | укр.       | 1945—2022         | ?                                 | Колишні назви: Радянська культура [1955—1965] ← Радянське мистецтво [1945—1954] |
| Культура і побут                                | укр.       | 1924—1928         | щотижня                           | Додаток до газети «Вісті ВУЦВК» |
| Література і мистецтво                          | укр.       | 1929—1930         | ?                                 | Додаток до газети «Вісті ВУЦВК» |
| Література, наука, мистецтво                    | укр.       | 1923—1924         | щотижня                           | Додаток до газети «Вісті ВУЦВК» |
| Літературна Україна                             | укр.       | (1927) 1930— досі | щотижня                           | Колишні назви: Літературна газета [1945—1962] ← Література і мистецтво [1941—1945] ← Літературна газета [1930—1941] |
| Медицина і гігієна                              |            | 1929—1929         | ?                                 | Додаток до газети «Вісті ВУЦВК» |
| Молодь України                                  | укр., рос. | 1922—2019         | кілька разів на тиждень           | Колишні назви: Комсомолець України [1925—1941] ← Молодой ленинец [1924—1925] ← Молодой рабочий [1922—1924] |
| На допомогу культармійцеві                      | укр.       | 1937—1939         | ?                                 | |
| Наука і освіта                                  | укр.       | 1929—1929         | ?                                 | Додаток до газети «Вісті ВУЦВК» |
| Наше життя                                      | укр.       | 1967—2012         | щотижня                           | газета УТОГ |
| Освіта                                          | укр.       | 1940—?            | щотижня                           | Колишня назва: Радянська освіта [1940—1992] |
| Патріот Батьківщини                             | укр.       | 1959—2002         | ?                                 | З 1992 по 1995 мала назву «Гарт», з 1995 по 2002 — «Патріот України» |
| Правда Украины                                  | рос.       | 1938—2014         | ?                                 | Колишня назва: Советская Украина [1938—1943] |
| Пролетар                                        | укр.       | 1926—1932         | ?                                 | |
| Рабочая газета                                  | рос.       | 1957—2019         | 6 разів на тиждень                | україномовна версія «Робітнича газета» (1957—2007) газета ЦК КПУ |
| Радянська Україна                               | укр.       | 1919—2019         | ?                                 | Колишні назви: Комуніст [1926—?] ← Коммунист [з 27 лютого 1919] З кінця 1991 року мала назву «Демократична Україна» |
| Радянське будівництво                           | укр.       | 1929—1929         | ?                                 | Додаток до газети «Вісті ВУЦВК». |
| Радянський міліціонер                           | укр.       | 1944—1990         | ?                                 | Колишня назва: На варті Жовтня [1944] |
| Радянський селянин                              | укр.       | 1945—1949         | тричі на тиждень                  | |
| Сільське господарство                           | укр.       | 1929—1929         | ?                                 | Додаток до газети «Вісті ВУЦВК». |
| Сільські вісті                                  | укр.       | 1949—досі         | ?                                 | Колишня назва: Колгоспне село [1949—1965] |
| Спортивна газета                                | укр.       | 1931—2008         | ?                                 | Колишні назви: Радянський спорт [1938—1965] ← Готовий до праці і оборони [1936—1938] ← Готовий до праці та оборони [1931—1935] |
| Студентський гарт                               | укр.       | 1969—1983         | ?                                 | |
| Тваринництво України                            | укр.       | 1939—1949         | ?                                 | |
| Техніка і індустріалізація                      | укр.       | 1929—1929         | ?                                 | Додаток до газети «Вісті ВУЦВК». |
| Шахист                                          | укр.       | 1936—1939         | тричі на місяць                   | Видавець — Комітет у справах фізкультури та спорту при Раднаркомі УРСР |
| Шлях до знання                                  | укр.       | 1924—1940         | ?                                 | Колишні назви: За письменність [1934—1936] ← Геть неписьменність! [1924—1933] |
| Юный ленинец                                    | рос.       | 1938—?            | щотижня                           | Колишня назва: Юный пионер [1938—1941] З 1991 року мала назву «Перемена» |
| News from Ukraine                               | англ.      | 1964—1996         | ?                                 | |

### Видання УРСР
- Періодичні видання УРСР : 1917—1960 : газети : бібліографічний довідник / Державний комітет Ради Міністрів Української РСР по пресі ; Книжкова палата Української РСР ; складачі: А. І. Козлова, Д. Х. Мазус, Г. Д. Рубан ті ін. ; ред. колегія: В. М. Скачков (відп. ред.), М. І. Багрич, А. І. Козлова. — Харків : Редакційно-видавничий відділ Книжкової палати УРСР, 1965. — С. 18—30.
- Періодичні видання УРСР : газети : 1961—1980 : бібліографічний покажчик / Державний комітет Української РСР у справах видавництв, поліграфії і книжкової торгівлі ; Книжкова палата УРСР імені Івана Федорова. — Харків : Редакційно-видавничий відділ Книжкової палати УРСР імені Івана Федорова, 1983. — С. 11—13.

### Видання СРСР та РРФСР
- Газеты и журналы СССР : справочник на 1929 год о всех периодических изданиях, выходящих в СССР / сост. А. П. Хомский, П. С. Чеховской. — М. : НКПТ, 1929. — 168 с.
- Газеты СССР : 1917—1960 : библиографический справочник / ред. коллегия (председатель Г. Л. Епископосов) ; Всесоюзная книжная палата ; Государственная библиотека СССР им. Ленина ; Государственная публичная библиотека СССР им. М. Е. Салтыкова-Щедрина. — М. : Книга, 1970. — Т. 1 : Газеты Москвы, Ленинграда и столиц союзных республик. — 278 с.
- Летопись периодических изданий СССР : 1946 / Всесоюзная книжная палата. — М. : Издательство Всесоюзной книжной палаты, 1947. — 616 с.
- Летопись периодических изданий СССР : 1947 / Всесоюзная книжная палата. — М. : Издательство Всесоюзной книжной палаты, 1948. — 645 с.
- Летопись периодических изданий СССР : 1948 / Всесоюзная книжная палата. — М. : Издательство Всесоюзной книжной палаты, 1949. — 722 с.
- Летопись периодических изданий СССР : 1949 / Всесоюзная книжная палата. — М. : Издательство Всесоюзной книжной палаты, 1950. — 701 с.
- Летопись периодических изданий СССР : 1950—1954 : орган государственной библиографии СССР : в 2 ч. / Всесоюзная книжная палата. — М. : Издательство Всесоюзной книжной палаты, 1955. — Ч. 2 : Газеты / сост. Е. В. Иванова и др. — 500 с.
- Летопись периодических изданий СССР : 1955—1960 : орган государственной библиографии СССР : в 2 ч. / Всесоюзная книжная палата. — М. : Издательство Всесоюзной книжной палаты, 1962. — Ч. 2 : Газеты / сост. Е. В. Иванова и др. — 870 с.
- Летопись периодических изданий СССР : 1961—1965 : орган государственной библиографии СССР : в 2 ч. / Всесоюзная книжная палата. — М. : Книга, 1967. — Ч. 2 : Газеты / сост. Е. В. Иванова и др. — 756 с.
- Летопись периодических изданий СССР : 1966—1970 : орган государственной библиографии СССР : в 2 ч. / Всесоюзная книжная палата. — М. : Книга, 1975. — Ч. 2 : Газеты / сост. М. Э. Бирюкова и др. — 492 с.
- Летопись периодических и продолжающихся изданий : 1976—1980 : государственный библиографический указатель СССР / Всесоюзная книжная палата. — М. : Книга, 1985. — Ч. 2 : Газеты / отв. ред. И. Я. Левин. — 496 с.
- Летопись периодических и продолжающихся изданий : 1986—1990 : государственный библиографический указатель Российской Федерации / Российская книжная палата. — М. : Книжная палата, 1994. — Ч. 2 : Газеты / сост. Е. В. Мосунова и др. — 750 с. — ISSN 0201-0389.